# Беляев, Павел Николаевич
Па́вел Никола́евич Беля́ев (1867— 15.01.1923) — потомственный почётный гражданин Санкт-Петербурга, заслуженный гражданский чиновник; директор правления "Товарищество Невский пароход" и "Товарищества Петра Беляева наследники", староста церкви Пресвятой Богородицы, почётный член и председатель Санкт-Петербургского Автомобиль-Клуба (1907—1912), член Императорского С.-Петербургского общества рысистого бега.

П. Н. Беляев и П. П. Бекель на автомобиле Gobron-Brillie 30 CV, 1911 год.

## Биография
Победил в первой в России «гонке моторов», состоявшейся 11 октября 1898 года на дистанции 39 вёрст (41,6 км; от станции Александровская под Петербургом до станции Стрельна и обратно), — на трицикле «Clement» (Франция) с двигателем «Де Дион-Бутон» 1,3/4 л.c. он финишировал с результатом 1 час 33 минуты 36 секунд (средняя скорость около 27,3 км/ч).
15 июля 1900 года победил в первых в России соревнованиях «подъём на холм» у Красного Села — на автомобиле «Вивинюс».
В 1902 году был одним из основателей Санкт-Петербургского Автомобиль-Клуба (СПАК), его почётным членом (с 1905 г.) и председателем (1907—1912).
В апреле 1903 года с группой энтузиастов автомобилизма основал Российское автомобильное общество; с 1904 года — действительный член Комитета и председатель Соединённой гоночной комиссии этого общества. В 1904 году учредил кубок собственного имени и вручал его победителям автогонок Александровская — Стрельна — Александровская (9.6.1904, 15.8.1905, 15.8.1906).
В 1907 году он организовал международную гонку Санкт-Петербург—Москва. Также является одним из главных организаторов:
- «дорожного конкурса» по маршруту Санкт-Петербург—Рига—Санкт-Петербург (1909);
- пробега на Императорский приз по маршруту Санкт-Петербург—Киев—Москва—Санкт-Петербург (1910 — первый пробег; 1911, 1912)[2][6].

Принимал участие в организации Международной автомобильной выставки в Санкт-Петербурге (1907 — первая; 1908, 1910 — в качестве заместителя председателя распорядительного комитета; 1913).
Выступал в ряде крупных соревнований на моторных лодках, которые  сам и конструировал, а изготовляла их петербургкая фирма «Старлей-Психо». В 1907 году завоевал первое место в гонке моторных лодок на призы Его Императорского Высочества Великого Князя Александра Михайловича и Морского ведомства. Во время первой международной автомобильной выставки Санкт-Петербурге в 1907 году Павел Николаевич пожертвовал кубок для участников состязаний мотолодок.
С марта 1917 года состоял членом комитета и вице-президентом Всероссийского автомобильного общества.

## Семья
После переворотов 1917 года семья Беляевых выехала через Кавказ за границу и позже обосновалась в Ницце. Павел Николаевич скончался во время этого трудного пути.
Его супруга Ольга Ивановна Беляева (урожд. Синелобова)  жила в Ницце на купленной вилле (villa Olga).
Из трёх дочерей Ольги Ивановны младшая, Татьяна Павловна, вышла замуж за эмигранта Николая Владимировича Поливанова (корнета Кавалергардского полка, ставшего общественным и церковным деятелем в Ницце).
О.И. Беляева (супруга), О.С. Синелобова (теща),  Т.П. Поливанова (дочь),  Н.В.Поливанов (зять) упокоились вместе на Николаевском  православном кладбище в Ницце (Кокад). Место захоронения Павла Николаевича Беляева неизвестно.
В Костроме живет С.Ю.Виноградов - троюродный праправнучатый племянник П.Н. Беляева.

## Память
- С 2008 года в Петербурге возрождено проведение гонки «Волхонская верста» — на раритетных отреставрированных мотоциклах. «Кубок П.Н. Беляева» вручается тому, чей результат окажется наиболее близким рекорду П.Н. Беляева на маршруте Александровская — Стрельна и обратно[7].